# Renault Type AX
La Type AX è un'autovettura di fascia bassa, prodotta tra il 1908 ed il 1914 dalla  casa francese Renault.

## Profilo
Erede della Type AG, della quale conservò il telaio debitamente modificato ed adattato, la Type AX fu una delle più significative Renault proposte a cavallo tra gli anni '900 e gli anni dieci. Significativa perché forse più di ogni altra precedente Renault di fascia bassa ha espresso il tentativo della Casa di avvicinarsi anche alle esigenze di ceti meno abbienti, meno agiati e che potevano permettersi solo un mezzo decisamente meno economico. Fu quindi l'evoluzione di quella vettura che in seguito sarebbe divenuta famosa come "Taxi della Marna". Come la Type AG, anche la Type AX si distinse per la sua robustezza ed affidabilità, tanto che anch'essa fu largamente impiegata come Taxi in numerose grandi città europee, come la stessa Parigi e Londra, e addirittura in grandi città al di fuori dell'Europa, come Il Cairo.
La Type AG era mossa da un bicilindrico della cilindrata di 1060 cm³, in grado di erogare una potenza massima di 11 CV a 1500 giri/min, spingendo la piccola vettura ad una velocità massima di 55 km/h, prestazioni di tutto rispetto all'epoca, per una vettura di tale fascia di mercato.